# Piero Pozzi
Piero Pozzi (Vercelli, 18 ottobre 1920 – Chiavari, 7 dicembre 1991) è stato un calciatore italiano, di ruolo centrocampista.

## Carriera
Cresce nell'Alfa Romeo di Milano. Nel 1942 passa alla Pro Patria. Nella stagione 1950-1951 viene ceduto in prestito all'Inter.
In seguito gioca con il Torino e il Cagliari.